# Numerazione Suzhou
La numerazione Suzhou - conosciuta  anche come Suzhou mazi (蘇州 碼子) - è un sistema numerico utilizzato in Cina prima dell'introduzione dei numeri arabi. I numeri Suzhou sono anche conosciuti come huama (花 碼), caoma (草 碼), jingzima (菁 仔 碼), fanzima (番仔 碼) e shangma (商 碼).  

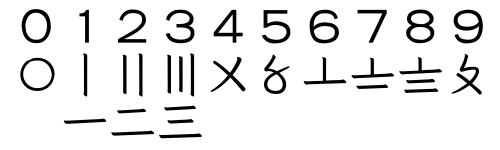
I numeri arabi (in alto) e i numeri Suzhou (in basso)

## Storia

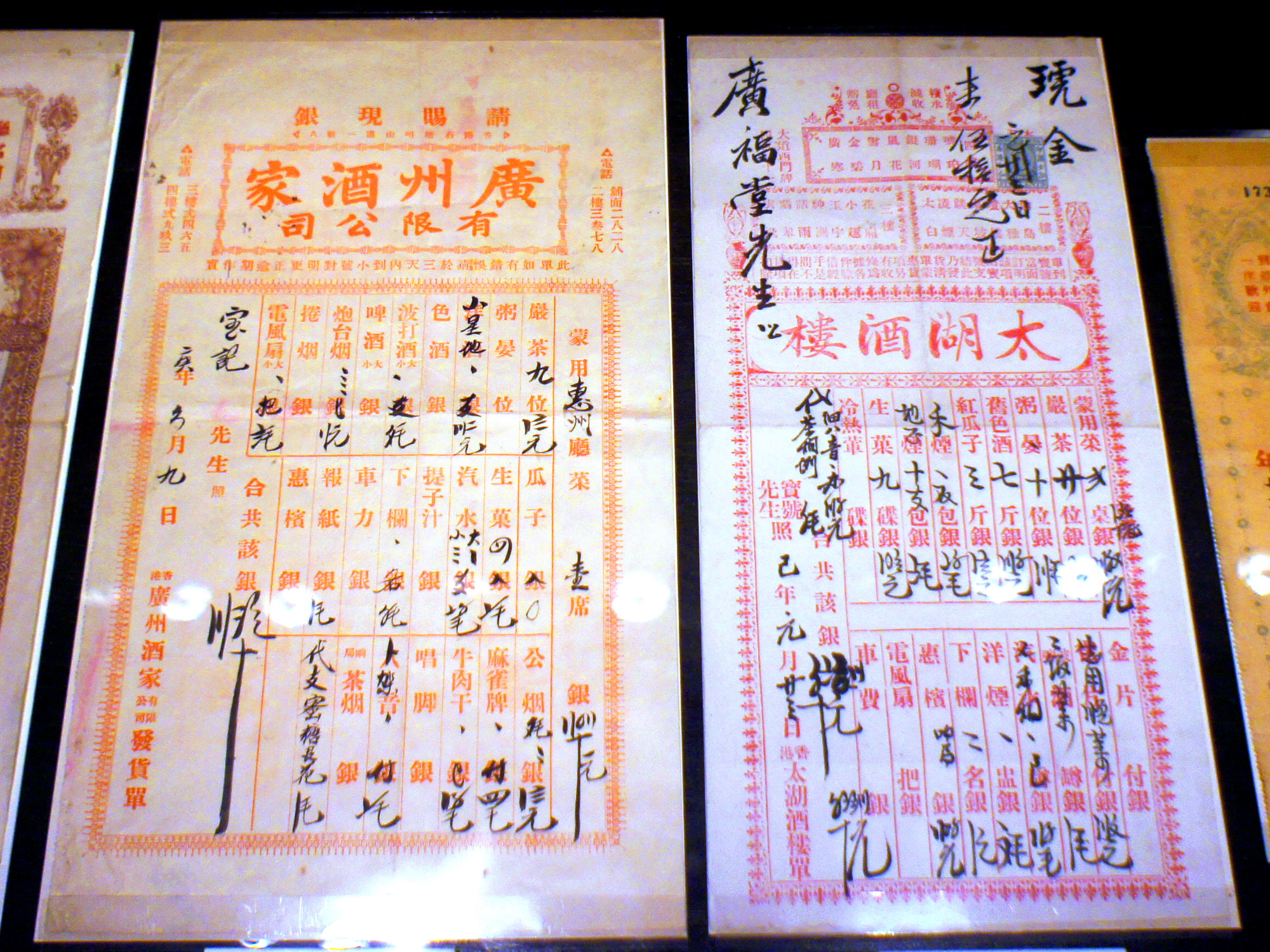
Numeri di Suzhou sulle fatture dei banchetti emesse da ristoranti negli anni 1910-1920. Sebbene le fatture utilizzino la scrittura verticale tradizionale da destra a sinistra, i numeri Suzhou che registrano gli importi vengono scritti orizzontalmente da sinistra a destra.

La numerazione Suzhou è l'unica sopravvissuta tra le evoluzioni dell'antica notazione cinese di tipo posizionale a bacchette, e discende da quella allora in uso sotto i Song.
I numeri Suzhou trovavano il loro uso principale in ambito commerciale, venendo ad esempio usati per la redazioni di registri commerciali. Nei documenti formali, invece, si utilizzavano, così come accade oggi, i numeri cinesi tradizionali, che presentano maggiori analogie col sistema europeo. I numeri Suzhou sono rimasti ancora nell'uso popolare in alcuni mercati cinesi, come quello di Hong Kong, da cui hanno iniziato a scomparire negli anni '90, finendo gradualmente soppiantati dai numeri arabi; questo è simile a ciò che è successo in Europa con i numeri romani usati nell'Europa antica e medievale per la matematica e il commercio. Oggi li si vede solo più nei mercati di piazza, sui cartoni dei prezzi scritti a mano o sulle fatture tradizionali scritte a mano.

## Simboli

I numeri Suzhou per 5 e 9 provengono dalle rispettive forme orizzontali dei numeri delle aste.

Nel sistema numerico Suzhou, le cifre sono rappresentate da simboli speciali, diversi dai tradizionali caratteri cinesi. Le cifre dei numeri Suzhou sono definite tra U + 3021 e U + 3029 in Unicode. Altri tre punti di codice a partire da U + 3038 sono stati aggiunti in seguito.
| Cifra | "Hangzhou" | "Hangzhou" | Ideogrammi cinesi standard | Ideogrammi cinesi standard |
| Cifra | Carattere  | Unicode    | Carattere                  | Unicode                    |
| ----- | ---------- | ---------- | -------------------------- | -------------------------- |
| 0     |            |            | 〇                         | U+3007                     |
| 1     | 〡         | U+3021     | 一                         | U+4E00                     |
| 2     | 〢         | U+3022     | 二                         | U+4E8C                     |
| 3     | 〣         | U+3023     | 三                         | U+4E09                     |
| 4     | 〤         | U+3024     | 四                         | U+56DB                     |
| 5     | 〥         | U+3025     | 五                         | U+4E94                     |
| 6     | 〦         | U+3026     | 六                         | U+516D                     |
| 7     | 〧         | U+3027     | 七                         | U+4E03                     |
| 8     | 〨         | U+3028     | 八                         | U+516B                     |
| 9     | 〩         | U+3029     | 九                         | U+4E5D                     |
| 10    | 〸         | U+3038     | 十                         | U+5341                     |
| 20    | 〹         | U+3039     | 廿                         | U+5EFF                     |
| 30    | 〺         | U+303A     | 卅                         | U+5345                     |

I numeri uno, due e tre sono tutti rappresentati da stanghette verticali. Ciò può creare ambiguità quando si trovano in posizioni continue, perciò si preferisce in molti casi utilizzare i caratteri ideografici cinesi standard. In genere, il primo carattere di una sequenza è rappresentato col simbolo Suzhou, i successivi nel sistema alternativo. Ad esempio, per scrivere "21" si utilizza "〢一" in sostituzione di "〢〡", che si può confondere con "3" (〣).

## Notazione
La notazione è di tipo posizionale, con i segni suddivisi su due linee per indicare valore numerico, ordine di grandezza e unità di misura. Seguendo il sistema di numerazione delle aste, le cifre dei numeri di Suzhou sono sempre scritte orizzontalmente da sinistra a destra, anche se utilizzate all'interno di documenti scritti verticalmente. 
| 〤 | 〇 | 〢 | 二 |
| 十 | 元 |    |    |

La prima riga contiene un valore numerico, in questo esempio "〤〇〢二", "4.022". La seconda riga è formata da caratteri cinesi che indicano l'ordine di grandezza della prima cifra, "dieci", che permette di fissare anche la posizione dell'eventuale virgola decimale, e l'unità di misura, "yuan". Tutto insieme, si può leggere dunque "40,22 yuan".
I possibili caratteri utilizzati per l'ordine di grandezza comprendono:
- qiān (千) per "mille"
- bái (百) per "cento"
- shí (十) per "dieci"

In assenza di indicazioni è da sottintendersi "uno".
Tra i possibili caratteri per le unità di misura si trovano invece:
- yuán (元) "dollari"
- máo (毫) o (毛) "dieci centesimi"
- lǐ (里) "miglia cinesi", equivalenti a circa 500 metri

Questi due caratteri sono di solito allineati col centro della prima riga. Si noti che il punto decimale è implicito quando la prima cifra è impostata nella posizione dieci. Lo zero è rappresentato dal carattere 〇, ma la sua indicazione non è indispensabile nel caso di zeri iniziali e finali.
Ciò è molto simile alla moderna notazione scientifica in virgola mobile, nella quale le cifre significative sono rappresentate mediante un valore detto mantissa, il cui ordine di grandezza è definito dall'esponente. Inoltre, l'unità di misura, con il primo indicatore numerico, è solitamente allineata al centro della riga "numeri".

## Denominazione scorretta Hangzhou
Nello standard Unicode 3.0, questi caratteri sono stati erroneamente definiti numeri in stile Hangzhou. Con lo standard 4.0 è stato diffuso un erratum in cui si riconosceva:
I numeri Suzhou sono speciali forme numeriche utilizzate dai commercianti per indicare il prezzo dei beni. L'uso del termine "HANGZHOU" nella loro denominazione è errato.
Tutti i riferimenti a "Hangzhou" nello standard Unicode sono stati corretti in "Suzhou", tranne il nome stesso dei simboli, che non può essere modificato dopo l'assegnazione in rispetto alla Unicode Stability Policy, secondo la quale nella creazione di software si può fare uso dei nomi assegnati ai simboli come unici indicatori di riferimento.